# 関根栄一
関根 栄一（せきね えいいち、別表記：関根 榮一、1926年2月11日 - 2005年）は、日本の作詞家、童話作家。

## 略歴
1926年、埼玉県で生まれる。
1950年にNHKラジオ第1放送のラジオ番組『幼児の時間』で「おつかいありさん」を発表する。以後、子供向けの作品を手がけるようになる。1975年には童謡集『おつかいありさん』を出版し、第6回日本童謡賞、第6回赤い鳥文学賞特別賞を受賞した。2005年に亡くなる。

## 主な作詞

### 童謡
- おつかいありさん（作曲：團伊玖磨）
- いたずらすずめ（作曲：中田喜直）
- オートバイのうた（作曲：湯山昭）
- のみのマーチ（作曲：服部公一 ）

### アニメ
- くじらのホセフィーナ
  - くじらのホセフィーナ（作曲：穂口雄右、歌：大杉久美子、コロムビアゆりかご会）
  - さよならサンティー（作曲：穂口雄右、歌：大杉久美子、フィーリング・フリー）
- 円卓の騎士物語 燃えろアーサー
  - 希望よそれは（作曲：菊池俊輔、歌：ささきいさお、こおろぎ'73）
  - 花のなかの花（作曲：菊池俊輔、歌：堀江美都子、こおろぎ'73）
  - 友よ（作曲：中村泰士、歌：神谷明）
  - はじめての恋唄（作曲：中村泰士、歌：日高美子）

### 合唱曲
- 組曲「青い麦」（作曲：寺島尚彦）
- 組曲「鮎の歌」（作曲：湯山昭）
- 組曲「葡萄の歌」（作曲：湯山昭）
- 組曲「かもめの歌」（作曲：湯山昭）
- 組曲「阿波物語」（作曲：湯山昭）
- 組曲「知床のうた」（作曲：寺島尚彦）
- 思い出をつづる歌（作曲：湯山昭）
- NHK全国学校音楽コンクール課題曲
  - 景色がわたしを見た（作曲：寺島尚彦。第49回（1982年度）NHK全国学校音楽コンクール中学校の部課題曲）
  - もえる緑をこころに（作曲：木下牧子。第59回（1992年度）NHK全国学校音楽コンクール中学校の部課題曲）
  - 六年生の夏（作曲：飯沼信義。第62回（1995年度）NHK全国学校音楽コンクール小学校の部課題曲）

### 校歌
- 羽村市立松林小学校校歌（作曲：湯山昭）[5]
- 清瀬市立清明小学校校歌（作曲：山本純ノ介）
- 横浜市立元石川小学校校歌（作曲：湯山昭）
- 横浜市立小菅ヶ谷小学校校歌（作曲：湯山昭）
- 横浜市立左近山中学校校歌（作曲：湯山昭）
- 平塚市立金田小学校（作曲：湯山昭）
- 川越市立霞ヶ関南小学校校歌（作曲：湯山昭）[6]
- 川越市立霞ヶ関東小学校校歌（作曲：大中恩）[7]
- 長野市立篠ノ井東小学校校歌（作曲：湯山昭）
- 埼玉県立川越初雁高等学校校歌（作曲：湯山昭）
- 福井県立丹南高等学校校歌（作曲：湯山昭）
- 学習院讃歌〜新しい世紀に向かって〜（作曲：服部公一）※學習院大學應援團（学習院大学、学習院女子大学のリーダー部、チアリーダー部、吹奏楽部からなる団体）の応援歌[8]

## 主な絵本
- いたずらかこちゃん（絵：大道あや）
- じゅうにしのはなし（絵：岡本颯子）
- あかがえるのビルとタルタル (絵：丸木俊)
- かもつれっしゃのワムくん（絵:横溝英一）
- はしれ！とうほくしんかんせん
- ぼくとじょうえつしんかんせん
- はしれはやぶさ！ とうほくしんかんせん